# 田尻浩章
田尻 浩章（たじり ひろあき、1986年8月17日 - ）は、日本の男性声優。熊本県出身。81プロデュース所属。

## 人物
声優としては、アニメ、映画の吹き替え、テレビのボイスオーバーなどを務めている。
方言は熊本弁。
趣味・特技はプラモデル、水泳。

## 出演
太字はメインキャラクター。

### テレビアニメ
2010年
- えむえむっ!（ミイラ）
- 刀語（料理人）
- 神のみぞ知るセカイ（2010年 - 2013年、司会、運転手） - 2シリーズ
- 極上!!めちゃモテ委員長（男子剣道部員、男子）
- 心霊探偵 八雲（警官）
- 薄桜鬼 碧血録（松前兵）
- ひめチェン!おとぎちっくアイドル リルぷりっ（オカマ）
- メタルファイト ベイブレード 爆（報道A）

2011年
- 神様ドォルズ（村人）
- クロスファイト ビーダマン（2011年 - 2012年、係員、ビーダーA、カメラマン）
- SKET DANCE（2011年 - 2012年、剣道部員、尾崎守、影狼）
- ダンタリアンの書架（男A、エバンス）
- ぬらりひょんの孫 千年魔京（遠野妖怪）
- はっぴーカッピ（銅像、郵便屋さん、ノラネコ、作業員A）
- プリティーリズム・オーロラドリーム（2011年 - 2012年、司会、客、記者）
- へうげもの（2011年 - 2012年、織田信孝、蜂須賀正勝、神谷宗湛、元蔵 他）
- ポケットモンスター ベストウイッシュ（2011年 - 2013年、バッフロン、イワーク、オーベム 他） - 2シリーズ
- 魔乳秘剣帖（見物人、家来、家臣A）
- メタルファイト ベイブレード 4D（アナンガ）

2012年
- アクセル・ワールド（サックス・ローダー）
- イナズマイレブンGO シリーズ（2012年 - 2013年、足黒芳一朗、林秀貞、スルタン・カラム、ザバ・ハーラー、ニーラ・フェズン 他） - 2シリーズ
- エリアの騎士（アメリカユース代表GK）
- キングダム（2012年 - 2014年、録嗚未、田永、録嗚未、冬顔、李充、魏良 他） - 2シリーズ
- ジョジョの奇妙な冒険（2012年 - 2013年、刺青、警官、兵士A、武器係コンビB、部下）
- 戦姫絶唱シンフォギア（職員）
- 爆TECH!爆丸（マスター・グリズ）
- めだかボックス（ボルゾイ・ウルフハウンド）

2013年
- アウトブレイク・カンパニー
- アイカツ!（同僚）
- AMNESIA（男性客）
- IS 〈インフィニット・ストラトス〉（強盗）
- おじゃる丸（そば屋店主）
- 神さまのいない日曜日（村人）
- ぎんぎつね（ヤッサン）
- ステラ女学院高等科C3部（ナレーション）
- ダイヤのA（2013年 - 2020年、前園健太、武藤、米門西校部長、尾形監督、星田守 他） - 3シリーズ
- 幕末義人伝 浪漫（茂吉、阿部主税、お頭、亡八者、ゾンビ〈ヤマモトカンスケ〉）
- 探検ドリランド -1000年の真宝-
- 団地ともお（喫茶ワラシ店員）
- ハヤテのごとく! Cuties（ディレクター、先生）
- Free!（大会委員長）
- プリティーリズム・レインボーライブ（エーデルローズ生2）
- まんがーる!（カメラマン、印刷所のおじさん、男性客）
- 名探偵コナン（郵便局員）
- 〈物語〉シリーズ セカンドシーズン（運転手）
- 弱虫ペダル（2013年 - 2015年、柔道部主将、ヒロくん、先生、他校の選手、田浦 他） - 2シリーズ

2014年
- マジンボーン（2014 - 2015年、ダークスパイダー、シャークボーン）
- 猫ピッチャー
- GO-GO たまごっち!（サンタクロース）

2015年
- おまかせ!みらくるキャット団（ミルクバン、梅木次郎）

2016年
- マギ シンドバッドの冒険（男）
- ReLIFE（男教師）

2017年
- 霊剣山 叡智への資格（男）
- デジモンユニバース アプリモンスターズ（マッスルモン）
- 笑ゥせぇるすまんNEW（部長、先輩、研究員）
- トミカハイパーレスキュー ドライブヘッド 機動救急警察（船長）

2018年
- 異世界魔王と召喚少女の奴隷魔術（ドワーフAB、国王）
- 蒼天の拳 REGENESIS（オランダ軍将校）
- ラディアン（2018年 - 2019年、子分B）

2020年
- 放課後ていぼう日誌（陽渚の父）

2021年
- BORUTO-ボルト- NARUTO NEXT GENERATIONS（我妻）

2022年
- 骸骨騎士様、只今異世界へお出掛け中（ヴェルモアス）
- うたわれるもの 二人の白皇（デコポンポ軍隊長）

2023年
- アークナイツ（2023年 - 2025年、黒蓑、タイホー） - 2シリーズ

2024年
- メカウデ（イマダ）
- 結婚するって、本当ですか（拓也の祖父） - 熊本弁監修も担当

2025年
- ニャイト・オブ・ザ・リビングキャット（店長、ムツキ＝クローブ）

### 劇場アニメ
2010年
- 劇場版メタルファイト ベイブレードVS太陽 灼熱の侵略者ソルブレイズ（アトランティス兵）
- 昆虫物語 みつばちハッチ〜勇気のメロディ〜（アリトウ）

2011年
- 劇場版 戦国BASARA -The Last Party-（兵）

2012年
- ドットハック セカイの向こうに
- 伏 鉄砲娘の捕物帳
- ももへの手紙

2013年
- SHORT PEACE「GAMBO」（猿一）

2015年
- 劇場版 弱虫ペダル（田浦良昭、ヒロくん）

2016年
- KING OF PRISM by PrettyRhythm（エーデル生）

### OVA
- ショコラの魔法（2011年、カメラマン）
- 薄桜鬼 雪華録（2011年、浪士、平隊士）
- マギ シンドバッドの冒険（2014年、男）※単行本第3巻OVA付き特別版
- ダイヤのA 倉持洋一スペシャル番外編-OutRun（2015年、前園健太）※原作第45巻限定版

### ゲーム
2010年
- NO MORE HEROES 2 DESPERATE STRUGGLE

2011年
- SANGOKU CHAOS 〜三国カオス〜（狼牙狂刃 魏延）

2012年
- 幻想水滸伝 紡がれし百年の時（ニド、ダムディン）

2014年
- 幕末Rock 超魂（老中首座）
- 魔都紅色幽撃隊（左戸井法酔）

2015年
- ザクセスヘブン（ルイ＝フランセル、J・C・ウスイ）
- ジョジョの奇妙な冒険 シリーズ（2015年 - 2022年、刺青） - 2作品

2019年
- 北斗の拳 LEGENDS ReVIVE（マッド軍曹）

2020年
- ファイナルファンタジーVII リメイク（ゼン・ワン〈ローニー〉）
- サクラ革命 〜華咲く乙女たち〜

2022年
- ドラゴンクエストX 天星の英雄たち オンライン（アラクレス 他）
- 地球防衛軍6（軍曹の部下B）
- タクティクスオウガ リボーン

2024年
- ファイナルファンタジーVII リバース

### BLCD
- 犬と小説家と妄想癖（2011年、男性教諭）
- スメルズライクグリーンスピリット（2014年、江戸川）

### 吹き替え

#### 映画
2010年
- エクスペンダブルズ

2011年
- レモネード・マウス

2012年
- タイタンの逆襲（村人A）
- Mr.ズーキーパーの婚活動物園（マニー〈ニコラス・タートゥーロ〉 他）
- ものすごくうるさくて、ありえないほど近い（バーテンダー〈ウィリアム・ユーマンズ〉）

2013年
- 大統領の料理人 （ロイック〈マヌエル・ル・リエーヴル〉）
- 悪魔のいけにえ レザーフェイス一家の逆襲（マーヴィン）
- サイド・エフェクト
- マジック・マイク （ジョージ）
- 欲望のバージニア （ダニー〈クリス・マクギャリー〉）
- REDリターンズ（男の声1）

2014年
- オール・ユー・ニード・イズ・キル（フォード〈フランツ・ドラメー〉）※劇場公開版

2016年
- 大統領の執事の涙 ※BSジャパン版
- BFG: ビッグ・フレンドリー・ジャイアント（ニクスキー）

2018年
- アントマン&ワスプ（ノックス〈ロブ・アーチャー〉）

2020年
- セイフティ 最高の兄弟（ブッチ・ハッシー〈アイアン・シングルトン〉）

2023年
- レプタイル -蜥蜴-（ダン・クリアリー〈アトー・エッサンドー〉）

#### テレビドラマ
2011年
- iCarly
- NIKITA / ニキータ
- ミディアム7 最終章
- リンガー 〜2つの顔〜

2012年
- アンフォゲッタブル 完全記憶捜査
- ゾウズ・フー・キル3 殺意の深層
- 続ハリーズ・ロー 裏通り法律事務所
- PERSON of INTEREST 犯罪予知ユニット
- 光と影
- ユーリカ シーズン4

2013年
- エレメンタリー ホームズ&ワトソン in NY
- 太陽を抱く月
- ラコニア号 知られざる戦火の奇跡

#### アニメ
2012年
- アルティメット・スパイダーマン（2012年 - 2014年、ルーク・ケイジ / パワーマン） - 2シリーズ

2013年
- ヤング・ジャスティス

2014年
- きかんしゃトーマス（2014年 - 2022年、ゲイター、サムソン、ラウル 他）
  - きかんしゃトーマス 勇者とソドー島の怪物
  - きかんしゃトーマス 走れ!世界のなかまたち

2017年
- OK K.O.! めざせヒーロー（ミスター・ガー）
- バンザイ! キング・ジュリアン（モーリス）

2021年
- 天官賜福（商人、臣下、兵士）

### テレビ番組
- Let's天才てれびくん（2015年、NHK ETV、どもっこす）
- ニャンちゅう!宇宙!放送チュー!（2022年 - 2023年、NHK ETV、モニターくん、えーぞう）

### ボイスオーバー
- 日立 世界・ふしぎ発見!

### オーディオブック
2017年
- のぼうの城（柴崎和泉守）

2018年
- 神々の山嶺 上巻・下巻（朗読）

2019年
- クズと天使の二周目生活 1巻（猫浦P）
- されど罪人は竜と踊る 1巻（朗読）
- 強がらない。（朗読）

2020年
- ストライクフォール（朗読）
- 史上最強オークさんの楽しい種付けハーレムづくり（父ほか）
- ウズタマ
- 不戦無敵の影殺師（淵堂百穴ほか）
- プロペラオペラ 1巻（朗読 ほか）
- 100人の英雄を育てた最強預言者は、冒険者になっても世界中の弟子から慕われてます（朗読＋ドミニク ほか）

2021年
- されど罪人は竜と踊る 0.5巻（ジオルグ）
- クズと天使の二周目生活 2巻（猫浦Pほか）
- 公 日本国・意思決定のマネジメントを問う（朗読）
- 眠れなくなるほど面白い 図解 孫子の兵法（朗読）
- 双血の墓碑銘（グッツほか）
- 境界知能とグレーゾーンの子どもたち
- この国を覆う憎悪と嘲笑の濁流の正体（朗読）
- 困っている子を見逃すな マンガでわかる境界知能とグレーゾーンの子どもたち2
- 貯金すらまともにできていませんが この先ずっとお金に困らない方法を教えてください!

2022年
- 北海道の現役ハンターが異世界に放り込まれてみた（村長＋バーティール ほか）
- ジャパン・アズ・ナンバーワン ふたたび（朗読）
- 北条氏の時代（朗読）
- プロペラオペラ 2巻（朗読 ほか）
- プロペラオペラ 3巻（朗読）
- 空飛ぶ卵の右舷砲 2巻（ハイタカ ほか）
- 日本沈没  上巻・下巻（朗読）
- プロペラオペラ 4巻（朗読 ほか）
- 破壊者たちへ（朗読）
- ウルトラマン青春記 フジ隊員の929日

### その他コンテンツ
- 『アラフォー冒険者、伝説となる 〜SSランクの娘に強化されたらSSSランクになりました〜』デジタルコミック（2022年、ダラス[34]、ベイウルフ[34]）

### シリーズ一覧
1. ↑  第1期（2010年）、第3期『女神篇』（2013年）
2. ↑  第1期（2011年 - 2012年）、第2期（シーズン2）（2012年 - 2013年）
3. ↑  第2期『クロノ・ストーン』（2012年）、第3期『ギャラクシー』（2013年）
4. ↑  第1シリーズ（2012年 - 2013年）、第2シリーズ（2013年 - 2014年）
5. ↑  第1期（2013年 - 2015年）、第2期『SECOND SEASON』（2015年 - 2016年）、第3期『actII』（2019年 - 2020年）
6. ↑  第1期（2013年 - 2014年）、第2期『GRANDE ROAD』（2014年 - 2015年）
7. ↑  第2期『【冬隠帰路/PERISH IN FROST】』（2023年）、第3期『【焔燼曙明/RISE FROM EMBER】』（2025年）
8. ↑  『ジョジョの奇妙な冒険 アイズオブヘブン』（2015年）、『ジョジョの奇妙な冒険 オールスターバトルR』（2022年）
9. ↑  『アルティメット・スパイダーマン』（2012年）、『アルティメット・スパイダーマン ウェブ・ウォーリアーズ』（2014年）